# Shaqai Forde
Shaqai Forde (Watford, 5 de mayo de 2004) es un futbolista británico que juega en la demarcación de delantero en el Bristol Rovers F. C. de la League One.

## Biografía
Tras formarse como futbolista en las categorías inferiores del Watford F. C., finalmente el 8 de enero de 2022 debutó con el primer equipo en la FA Cup contra el Leicester City F. C. El encuentro finalizó con un resultado de 4-1 a favor del conjunto lesteriano tras los goles de Youri Tielemans, James Maddison, Harvey Barnes y Marc Albrighton para el Leicester City, y de João Pedro para el Watford.

## Clubes
Actualizado al último partido disputado el 8 de enero de 2022.
| Club                         | País       | Año       | Partidos | Goles |
| ---------------------------- | ---------- | --------- | -------- | ----- |
| Watford F. C.                | Inglaterra | 2022      | 1        | 0     |
| York City F. C. (cedido)     | Inglaterra | 2022-2023 | 23       | 9     |
| Leyton Orient F. C. (cedido) | Inglaterra | 2023-2024 | 43       | 9     |
| Bristol Rovers F. C.         | Inglaterra | 2024-     | 34       | 2     |